# 정암전인기독학교
정암기독학교(晶岩基督學校)는 서울특별시 중랑구 망우로 455 (망우동) 금란교회 내에 있는 9년제 미인가 대안학교다.

## 연혁
- 2011년: 대안학교 준비를 위한 기도 시작
- 2016년 3월: 정암선교원 개교
- 2016년 9월: 정암유치원 개원
- 2017년 3월: 개교, 제1회 입학식(입학생: 5명)
- 2017년 3월: <전인기독학교>와 자매결연
- 2017년 11월: 정암전인기독학교 입학설명회
- 2021년 2월: <정암기독학교>로 교명 변경
- 2022년 1월: 기대연(한국기독교대안학교연맹) 회원가입
- 2023년 1월: 제1회 초등과정 졸업식
- 2024년 3월: 제1회 중등 입학식

## 협력기관
- 전인기독학교
- GICS 좋은나무기독학교

## 같이 보기
- 금란교회
- 대안학교